# Dzsungelcickányok
A dzsungelcickányok (Sylvisorex) az emlősök (Mammalia) osztályának Eulipotyphla rendjébe, ezen belül a cickányfélék (Soricidae) családjába és a fehérfogú cickányok (Crocidurinae) alcsaládjába tartozó nem.

## Előfordulásuk
A dzsungelcickányok kizárólag Afrika területén fordulnak elő.

## Rendszerezés
A nembe az alábbi 14 élő faj tartozik:
- Sylvisorex akaibei Mukinzi, Hutterer & Barriere, 2009
- Sylvisorex camerunensis Heim de Balsac, 1968
- Sylvisorex granti Thomas, 1907
- Howell-dzsungelcickány (Sylvisorex howelli) Jenkins, 1984
- Sylvisorex isabellae Heim de Balsac, 1968
- Sylvisorex johnstoni (Dobson, 1888)
- Sylvisorex konganensis Ray & Hutterer, 1996
- Sylvisorex lunaris Thomas, 1906
- Sylvisorex morio (Gray, 1862) - típusfaj
- Sylvisorex ollula Thomas, 1913
- Sylvisorex oriundus Hollister, 1916
- Sylvisorex pluvialis Hutterer & Schlitter, 1996
- Sylvisorex silvanorum (Hutterer, Riegert & Sedláček, 2009)
- Sylvisorex vulcanorum Hutterer & Verheyan, 1985